# Kölner Totentanz

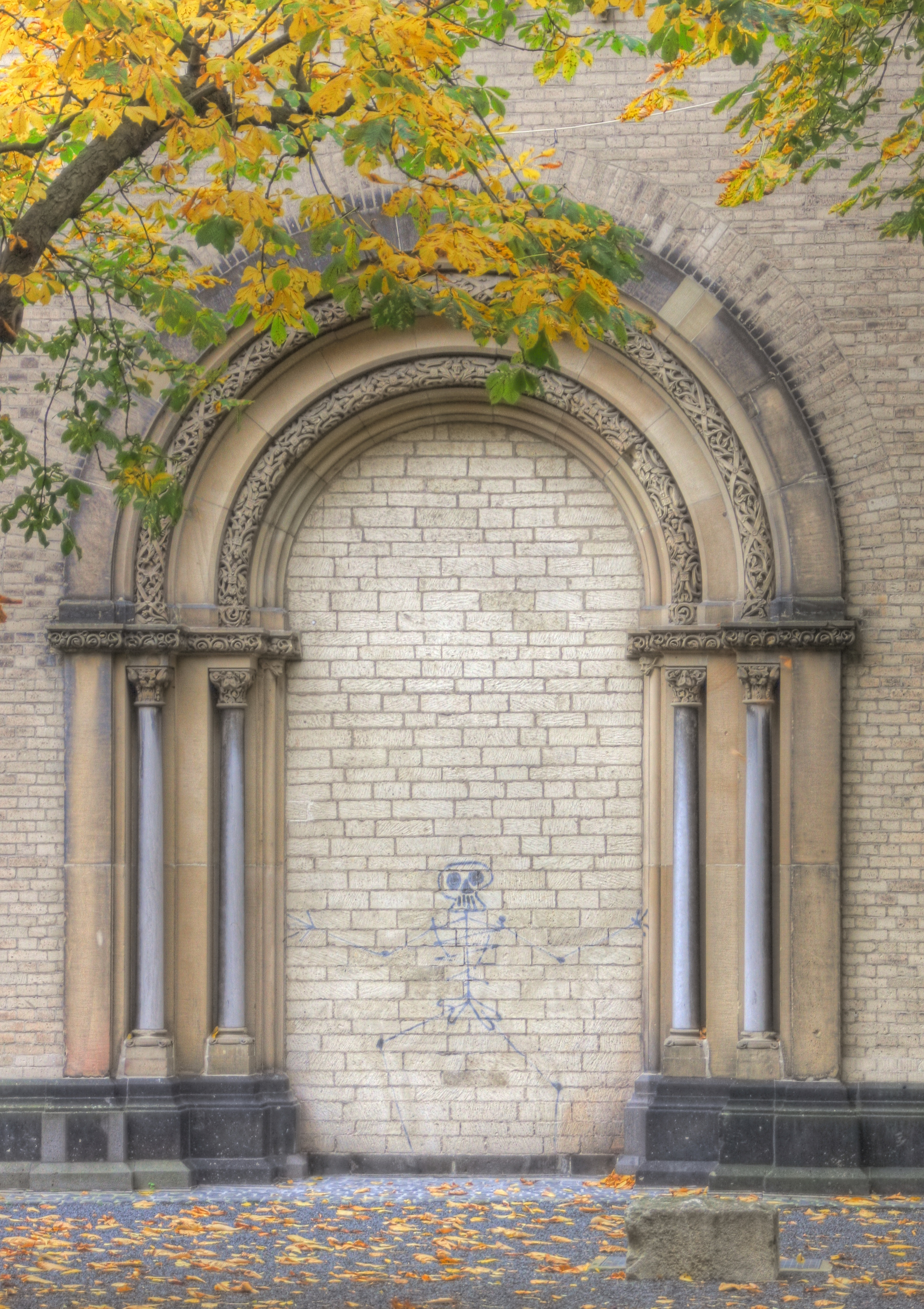
Totentanz an St. Cäcilien (2010)

Der Kölner Totentanz ist ein Werkzyklus von Harald Naegeli, dem „Sprayer von Zürich“. Er sprühte Anfang der 1980er lebensgroße Skelettfiguren im Kölner Stadtraum, die meist innerhalb kürzester Zeit vom städtischen Amt für Unterhaltung beseitigt wurden. Nur das Skelett am zugemauerten Westportal der romanischen Kirche St. Cäcilien, in der das Museum Schnütgen beheimatet ist, wurde als Kunstwerk anerkannt und über die Jahrzehnte seines Bestehens erhalten, restauriert und 1989 sogar von dem Künstler selbst erneuert. Dieses Skelett wird mitunter auch als Tödlein bezeichnet. Weitere Graffiti der Serie sind nur durch zeitgenössische Fotografien dokumentiert; vereinzelt lassen sich extrem verwaschene Reste finden.

## Geschichte
Nachdem Harald Naegeli 1979 als „Sprayer von Zürich“ identifiziert worden war, entzog er sich der Strafverfolgung zunächst durch eine Flucht ins Rheinland. In Köln kam er bei der WDR-Kulturredakteurin Marianne Lienau und dem Journalisten Hubert Maessen unter. Bereits in seiner Heimatstadt in der Schweiz hatte er neben seinen typischen Strichfiguren auch einzelne Totenschädel im öffentlichen Raum gesprayt, nicht jedoch vollständige Skelette.

Inspirationen für den Totentanz
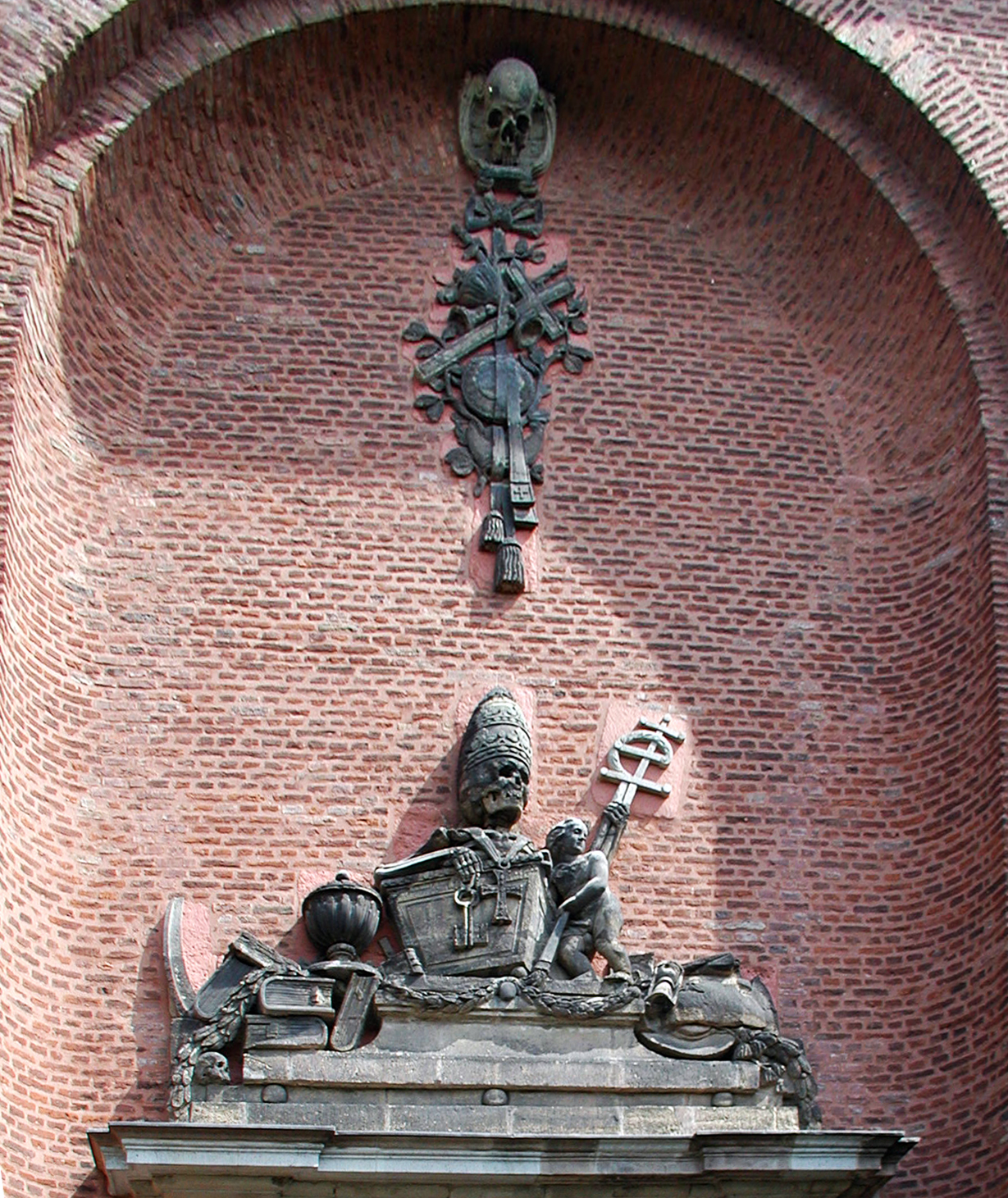
Todesmotiv am Kirchenportal der Kirche St. Gregorius im Elend
Hans Holbein der Jüngere: Imagines mortis: Totentanz; die Edelfrau.

In Köln faszinierten ihn nach eigener Aussage die zahlreichen katholischen Kirchen, insbesondere die sogenannte Elendskirche in der südlichen Altstadt, wo seit dem 14. Jahrhundert Stadtfremde, Arme und „nicht-katholische“ Verstorbene beigesetzt worden waren. Die barocke Skulptur Triumph des Todes am Kirchenportal inspirierte Naegeli, der sich auch als Verstoßener sah, zu seinem Totentanz. Daneben nannte er auch Hans Holbeins Totentanz-Holzschnitte als künstlerisches Vorbild.
Von Ende 1979 bis 1981 schuf Naegeli circa 600 Wandbilder in Köln, von denen der überwiegende Teil schon 1982 zerstört war. Der „Wettstreit“ mit der Stadt Köln um Entstehung und Vernichtung seines Werks veranlasste Naegeli schließlich, zwei Kreuzigungsgruppen zu sprühen, um das „katholische Köln“ zu provozieren.

„Da wollen wir doch mal sehen, wie katholisch die Kölner sind, ob sie eine Kreuzigungsgruppe auch wegmachen. […] Wenn sie das auch wegmachen, dann schrecken sie vor nichts zurück.“

Auch diese Arbeiten wurden entfernt, was dem Künstler möglicherweise den Anlass zur Totentanz-Serie gab. Eine der beiden Kreuzigungsgruppen war ebenfalls mit Skeletten ausgeführt.
Das einzige Skelett, das die Zeiten länger überdauerte, das Tödlein am Westportal von St. Cäcilien, entstand ursprünglich im Sommer 1980 und wurde kurz darauf mit dem Graffito eines Dritten unter dem linken Arm „ergänzt“. Bereits 1981 ließ jedoch eine Publikation des Schnütgen-Museums Akzeptanz für und künstlerische Auseinandersetzung mit Naegelis Figur erkennen. Ein Restaurator der Kirche engagierte sich im März 1982 für eine Wiederherstellung der ursprünglichen Zeichnung. Parallel zu diesen Aktivitäten präsentierte der direkt gegenüber dem Portal beheimatete Kölnische Kunstverein unter Leitung von Wulf Herzogenrath eine Graffiti-Ausstellung mit Fotos von Naegeli-Zeichnungen – Naegelis erste Ausstellung. In einer „performativen“ Pressekonferenz am 14. Februar 1982 trat Naegeli dadaistisch maskiert auf und verlas eine Erklärung, in der er sich als „Wiedergeburt eines der frühgeschichtlichen Höhlen- und Felsenzeichner“ bezeichnete. Die Pressekonferenz ist in einem Video des Dokumentarfilmers Thomas Schmitt († 2020) festgehalten.
In den Folgejahren bemühte sich der damalige Direktor des Museums Anton Legner, Veränderungen und Übermalungen – etwa mit Schuhen oder männlichen Geschlechtsteilen – entfernen zu lassen und das Originalskelett zu erhalten. Diese Bemühungen scheiterten endgültig um Mitte der 1980er Jahre, als das Graffito so übersprayt wurde, dass die Wand komplett gereinigt werden musste. Im Jahr 1989 sprühte Harald Naegeli eine zweite Version des Skeletts an derselben Stelle. Es hat dieselbe Körperhaltung wie das erste, unterscheidet sich von diesem jedoch durch eine etwas kantigere Ausführung von Kopf, Brustkorb und Hüftknochen.
Inzwischen wurde die Zeichnung als Bestandteil des denkmalgeschützten Kirchenbaus betrachtet und entsprechend konservatorisch behandelt. Der Kampf um die Erhaltung verstetigte sich; bis 2002 wurde das Graffito noch zweimal von Übermalungen befreit, verblasste aber weiter. Naegeli lehnte eine weitere Erneuerung 2010 ab, ebenso die Einladung, auf dem neuen Gebäude des Kulturquartiers am Neumarkt – u. a. Erweiterungsbau für das Museum Schnütgen – ein weiteres Skelett zu sprühen. Naegelis Vorschlag, lieber in der Tiefgarage oder auf der Rückseite des Museums an einer Betonmauer ein neues Skelett zu platzieren, wurde von den städtischen Gremien zwar angenommen, aber nicht ausgeführt.
2022 war das Skelett schwarzbläulich verblasst und einige Extremitäten fast verschwunden, ansonsten aber unbeschädigt von anderen Einwirkungen. Das Kunstwerk wurde Teil der Ausstellung Harald Naegeli in Köln im Museum Schnütgen im selben Jahr. Während der Vorbereitung der Ausstellung wurde durch restauratorische Reinigungs- und Festigungsmaßnahmen am Werk die verblasste Figur wieder deutlicher sichtbar.

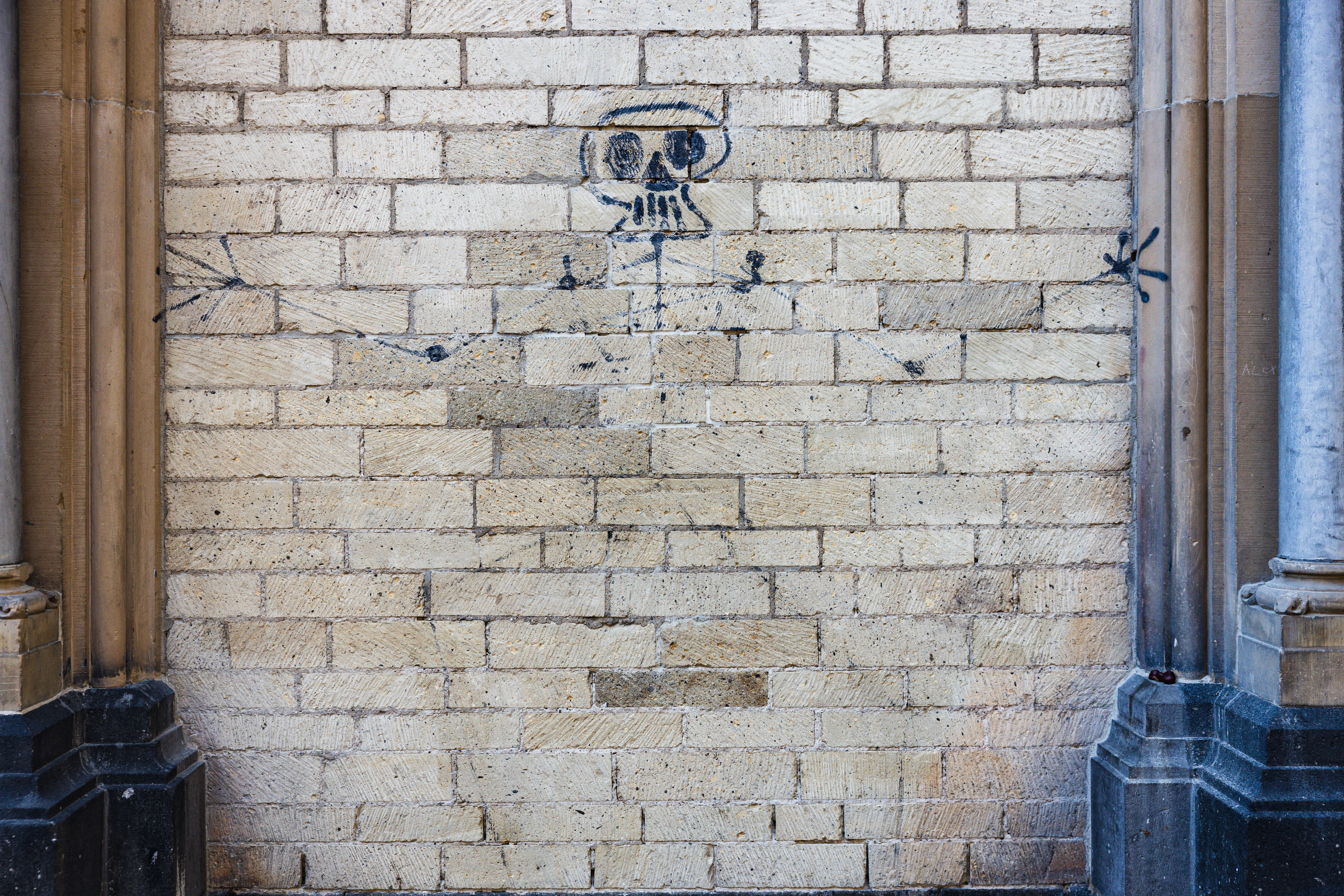
Beschädigtes Graffito (September 2024)

Erneutes Aufsehen erregte das „Tödlein“, als es im September 2024 von Mitarbeitenden der Stadtreinigung infolge einer Verwechslung fast vollständig entfernt wurde. Der inzwischen 85-jährige Naegeli stimmte einer Restaurierung durch das Museum in Abstimmung mit der Kölner Denkmalpflege zu, da er selbst aus gesundheitlichen Gründen nicht mehr in der Lage dazu sei. Auch 2022 hatte er bereits abgelehnt, bei dem verblassten Skelett selbst Hand anzulegen, denn: „Verschwunden ist auch schön.“

## Beschreibung

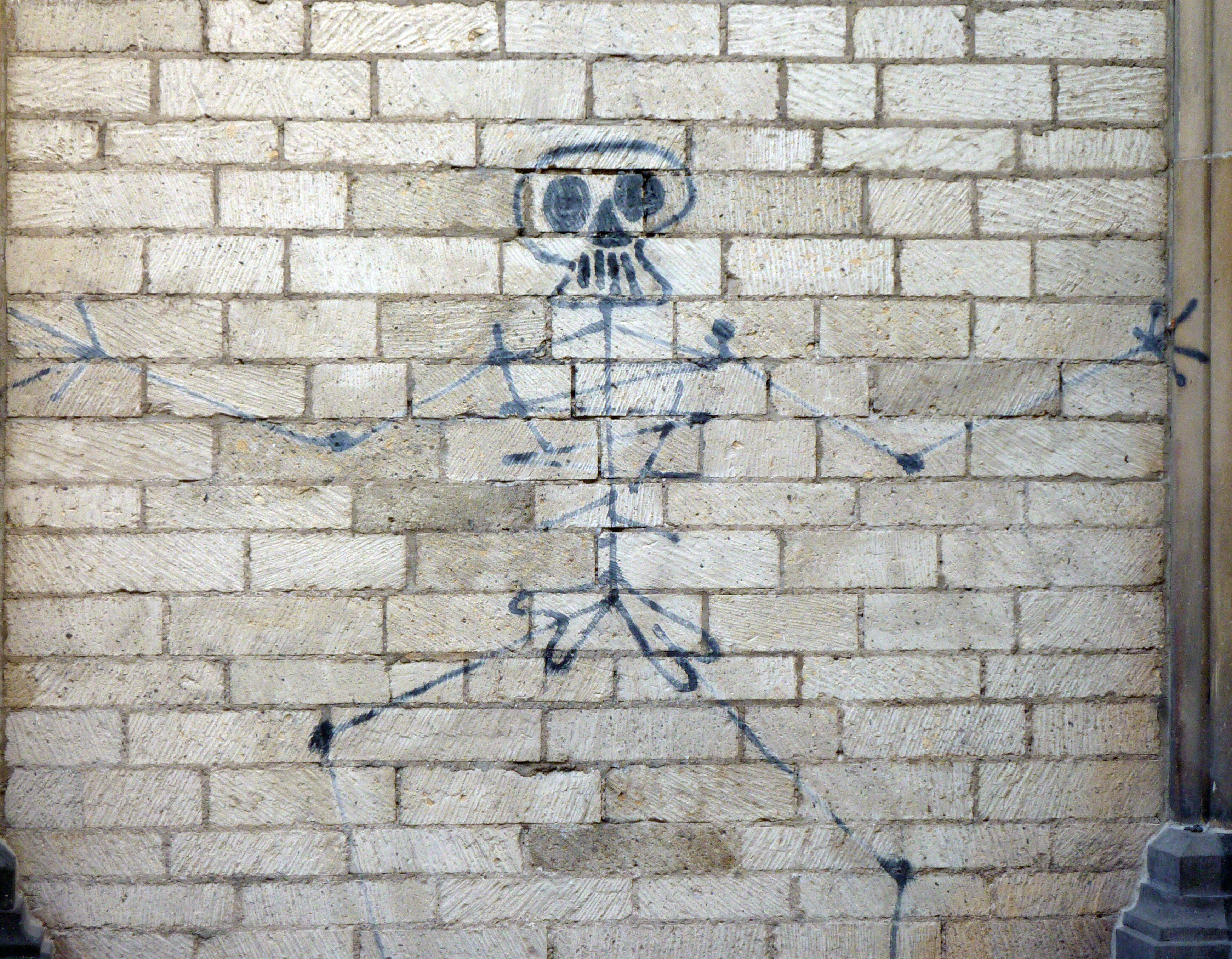
Tödlein (2011)

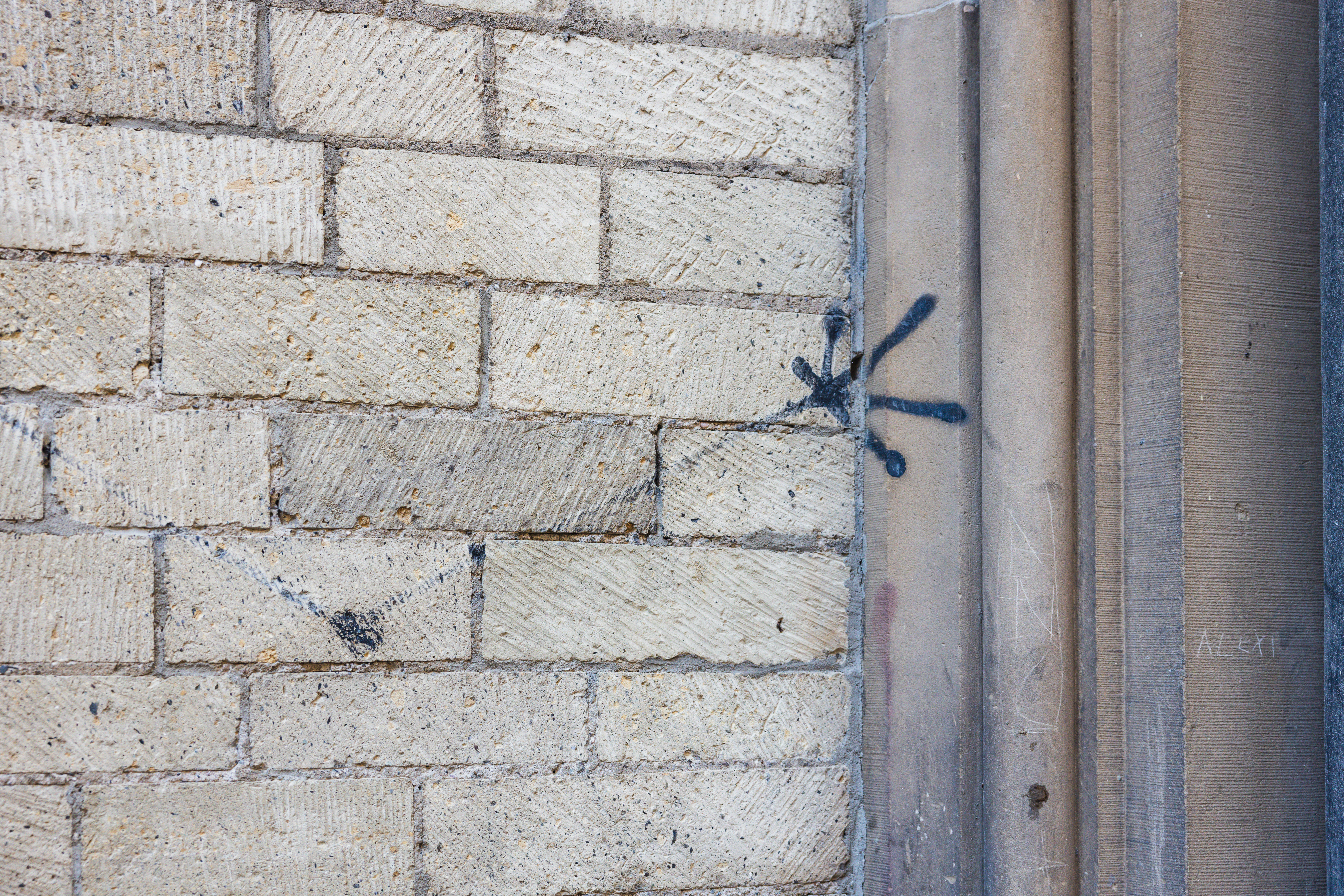
Hand am Kirchenportal (2024)

Die bekannten Exemplare des Totentanzes lassen sich in verschiedene Typologien einteilen. Die meisten haben – der Kunsthistorikerin Kim Mildebrath zufolge – keine Attribute, sondern stehen für sich allein. Es sind gesprühte Strichfiguren in meist schwarzer Farbe in unterschiedlichen Ausführungen. Bei einigen ist das Skelett mit Brustkorb und Schulterknochen stärker ausdefiniert, bei anderen deuten querlaufende Zickzacklinien über eine vertikale „Rückgrat“-Linie die Rippen nur an. Das Gleiche gilt für die Hüftknochen, die bei einigen Figuren als solche erkennbar sind, bei anderen nur durch einen Verbindungspunkt zwischen Rückgrat und Beinen markiert. Der „Schädel“ ist mal eher dreieckig, manchmal auch kreisrund geformt. Immer jedoch scheinen die Figuren in Bewegung zu sein bzw. auf ihre Umgebung zugeschnitten. Die erhaltene Zeichnung steht breitbeinig im zugemauerten Kirchenportal, die Arme breit ausgestreckt zu den neuromanischen Säulen des Torbogens – die Pose lässt Interpretationsspielraum, ob der Tod hier das Portal versperrt oder öffnet.
Fünf Skelette, die Musikinstrumente spielen, sind in der Tiefgarage der Musikhochschule fotografisch überliefert, außerdem zwei Skelette mit Narrenkappen an Pfeilern der Kölner Zoobrücke, davon eines mit silberner Farbe. Letzteres ist komplexer als die „einfachen“ Skelette und kombiniert den Totenkopf mit einem menschlichen Gesicht und einer Spirale, die an einen Schachtelteufel erinnert. Bei diesem dürfte Naegelis immer wieder betonte Identifikation mit der literarischen Eulenspiegel-Figur hineinspielen.

## Dokumentation
Naegelis Totentanz lässt sich als Zyklus in der Rückschau – wie viele andere Werke der Streetart – nur fotografisch nachvollziehen und vermitteln. Der Künstler selbst fotografierte seine Arbeiten nie. In Köln fotografierten der mit Naegeli befreundete Journalist Hubert Maessen, der kunstinteressierte Arzt Wilhelm Siepe sowie der Fotograf und Grafiker Bernd Wendt noch unentdeckte und unzerstörte Exemplare des Totentanzes, zum Teil aber auch die Spuren entfernter Skelette. Der Lehrer Heribert Rücker fotografierte ebenfalls eine Reihe von Arbeiten, wobei er sie mit seinen Fotos in Interaktion mit Kindern und Jugendlichen brachte. Aufnahmen des Fotojournalisten Guenay Ulutuncok sowie zwei Graffiti-Sammlungen, die Fotos des Totentanzes enthalten, befinden sich inzwischen in den Beständen des Historischen Archivs mit rheinischem Bildarchiv. Weitere Fotos sind von Eusebius Wirdeier und in privaten Sammlungen bekannt.

## Orte (Auswahl)
Unter anderem an folgenden Orten sind einzelne Graffiti des Totentanzzyklus durch zeitgenössische Fotografien dokumentiert:
- Triptychon, „darunter auch der Tod“, linksrheinischer Brückenpfeiler der „alten Mülheimer Brücke“ (1981)
- Skelett, Brücke Innere Kanalstraße
- Skelett „mit explodierenden Pranken“, Südbrücke
- Skelett, Treppenhäuser der Südbrücke
- u. a. Kreuzigungsgruppe mit Skelett, diverse Skelette, Zoobrücke: Rampe, Wendeltreppe, Pfeiler
- Skelett, Antoniterkirche
- Skelett, Westportal St. Cäcilien
- Skelett, Abstieg zum Parkhaus Quatermarkt
- Skelett, Parkhaus Cäcilienstraße
- Verwaschenes Skelett an der Universität Köln, bei Sanierung ausgespart (2024)Skelett, unter der Domplatte

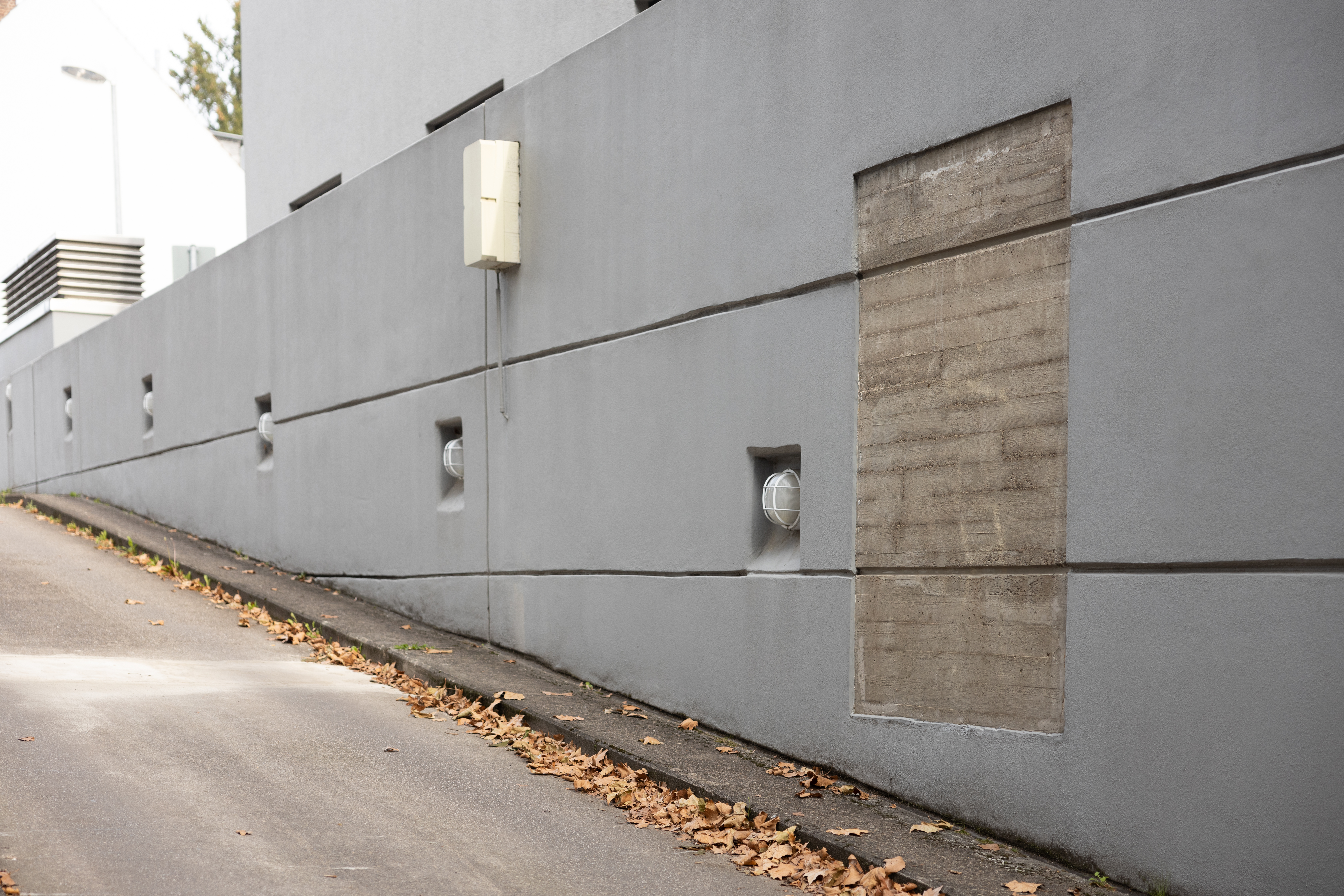
Verwaschenes Skelett an der Universität Köln, bei Sanierung ausgespart (2024)

- Skelett („der drohende“), Breslauer Platz/Ecke Johannisstraße
- Skelette mit Instrumenten, Musikhochschule
- „Knochenspinnen“ (Totenköpfe auf „Beinen“), Ebertplatz, Ringturm bis „Untersachsenhausen“, Maria-Ablaß-Platz, Tunis-Straße, Eigelsteintor, Nord-Süd-Fahrt, hinter dem Hauptbahnhof

Verwaschene Überreste finden sich außerdem an einem Wetterpilz in Köln Riehl sowie an der Einfahrt der Parkgarage zum Philosophikum der Universität Köln.

## Rezeption

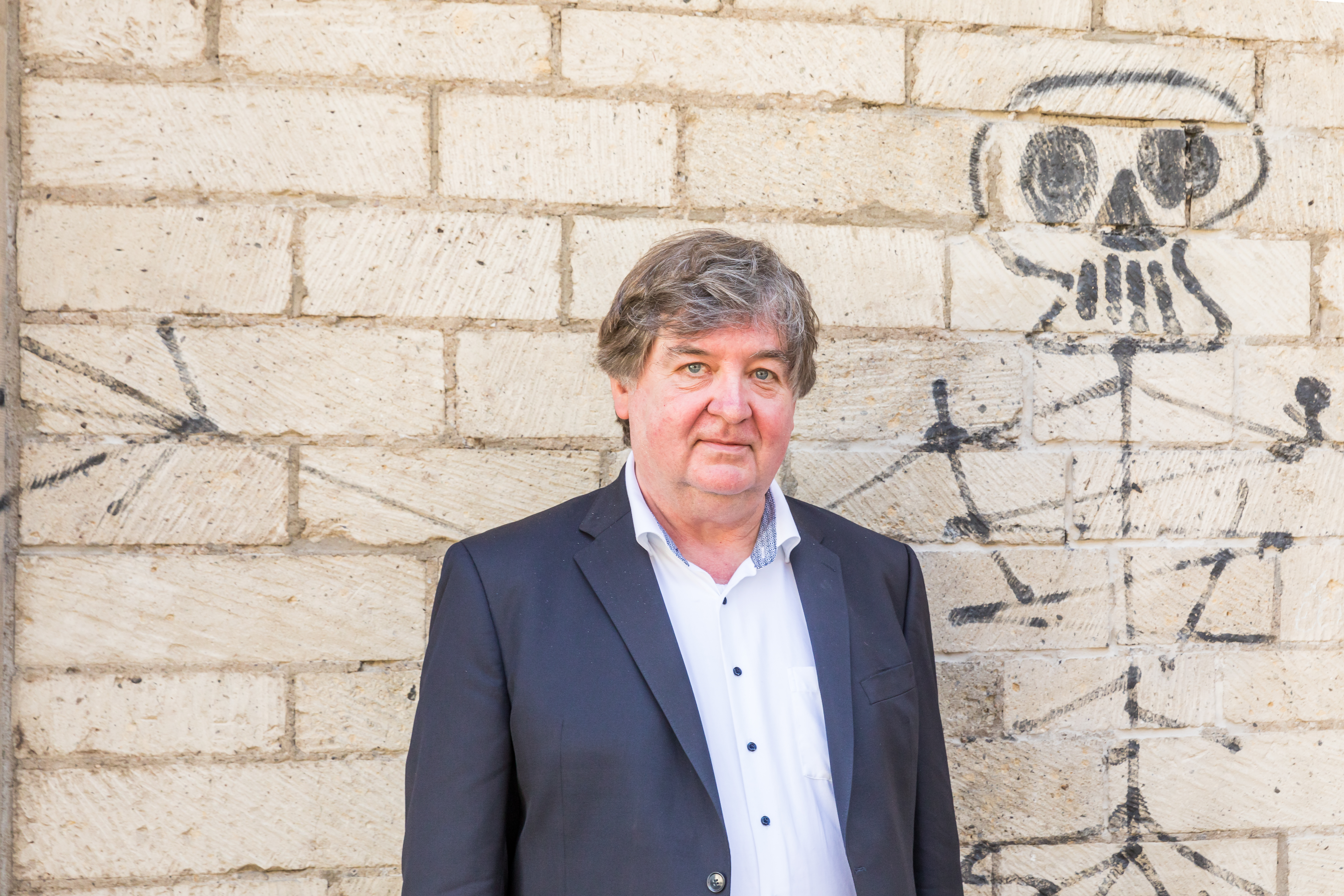
Museumsdirektor Moritz Woelk mit dem „Tödlein“ anlässlich der Ausstellung Harald Naegeli in Köln (2022)

Der Kunsthistoriker Reiner Dieckhoff stellte 1981 in einer Festschrift des Schnütgen-Museums die Sprayzeichnung Naegelis am Westportal in einen Zusammenhang mit den christlichen Memento-mori-Werken der Sammlung. Naegelis Totengerippe knüpfe mit „seiner Vitalität durchaus an die besten Traditionen der Totentanzholzschnitte des 15. Jahrhunderts“ an.
Der Jurist Louis Peters, Naegelis späterer Strafverteidiger und spezialisiert auf Kunst-, Medien- und Urheberrecht, brachte 1982 einen Bildband zu Naegeli heraus. Er erkannte die Totentanz-Figuren als „demokratische Satire“, die ihren Spott über Hoch und Niedrig ergieße, und sah in ihnen damit eine Weiterentwicklung von Holbeins Totentanz.
1993 interpretierte der Kunsthistoriker und Denkmalpfleger Walter Geis in einem Aufsatz über die Westfassade von St. Cäcilien den dortigen Totentanz als „adäquates Symbol für die Situation der Menschen, die sich ihre Zukunft selbst vermauern.“ Geis kritisierte insbesondere die späteren Übermalungen des Werks als Verspottung des ernsten Inhalts von Naegelis Werk.
Der Kunsthistoriker und Schnütgen-Direktor Moritz Woelk bescheinigte Naegelis Figuren 2022 ein treffsicheres Gespür für den richtigen Ort, eine gehörige Portion Witz und Humor sowie Empathie und Sehnsucht nach Kontakt mit ihrer jeweiligen Umgebung. Auch Woelk betonte die Beziehung zwischen Naegelis Abstraktionen und der alten Kunst im Museum Schnütgen.
Kim Mildebrath brachte 2022 wiederum eine motivische Verwandtschaft der musizierenden Skelette an der Musikhochschule mit dem Tanz der Skelette von Michael Wolgemut in der Schedelschen Weltchronik des 15. Jahrhunderts ins Spiel, wobei die Gemeinsamkeit auch die vermittelte Lebensfreude und Verspieltheit betreffe. Mit Bezugnahme auf die Holbein-Holzschnitte stellte sie Holbeins Kritik an „Machtmissbrauch, Sünden und Laster“ in der spätmittelalterlichen Ständegesellschaft Naegelis satirisches Anprangern „unmenschliche[r] Architektur und sterile[r] Sauberkeit“ gegenüber. Der Kölner Totentanz schlage so einerseits eine Brücke ins Mittelalter, habe politisch aber auch einen Bezug zur Dada-Bewegung mit deren Nonsens-Kritik an der bürgerlichen Gesellschaft und der Nähe von Tod und Komik. Ein Dada-Anknüpfungspunkt sei etwa Hugo Balls Gedicht Totentanz.

## Wiederkehr alsZürcher Totentanz (2018/2020)
Eine „Neuauflage“ erlebte der Totentanz in Zürich ab Ende 2018: Naegeli durfte in den beiden Grossmünstertürmen neue Skelette sprühen. Genehmigt wurde das Projekt vierzehn Jahre, nachdem der Künstler die Idee dazu gehabt hatte, und es ging nicht ohne Konflikte vonstatten, da er geringfügig über den ihm zugestandenen „Perimeter“ hinaus gearbeitet hatte. Wie viele seiner früheren Werke, bei denen er schnell arbeiten und vor der Entdeckung den „Tatort“ verlassen musste, blieb so auch diese Arbeit ein Fragment.

„Aber der Totentanz ist wie jede grosse Kunst auch als Fragment vollkommen.“

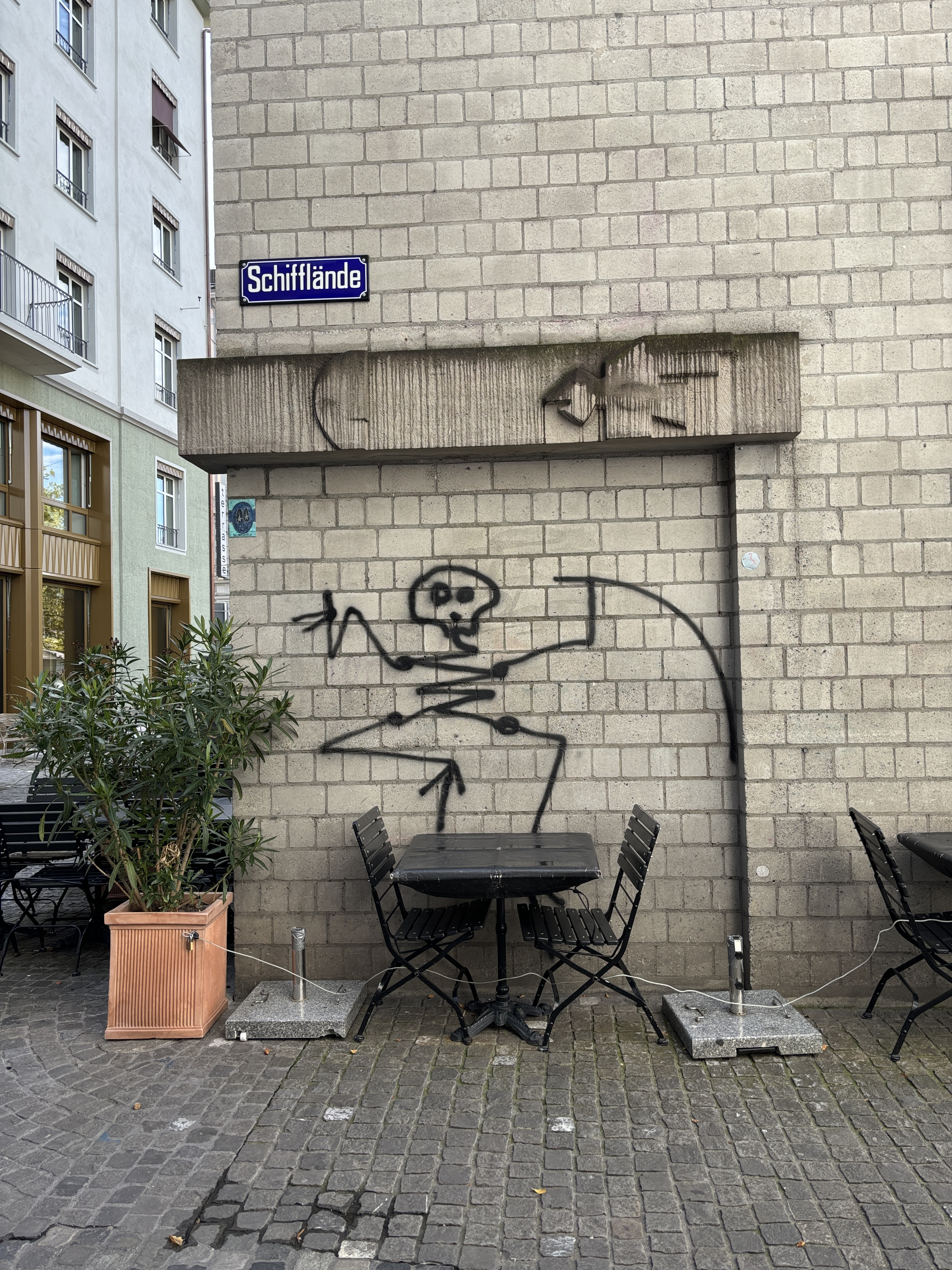
Eines der 2020 im Lockdown entstandenen Skelette des Zürcher Totentanzes, es „bewachte“ einen der „vorschriftsmäßig leeren“ Restauranttische. (Foto 2024)

Doch während der COVID-19-Pandemie und den Ausgangsbeschränkungen im Frühjahr 2020 hinterließ der nun 80-jährige, an Krebs erkrankte Künstler erneut „eine widerständige Botschaft […] an seine Heimatstadt“: Etwa 50 Totentanz-Skelette erschienen an verschiedenen Orten der Stadt. Diesmal fotografierte Naegeli seine Arbeiten selbst, und auch sie wurden vielfach wieder entfernt, trotz Naegelis Stellung als etablierter Streetart-Künstler. Selbst ein am Kunsthaus Zürich – auf der Wand hinter Rodins „Höllentor“ – gesprühtes Skelett wurde beseitigt; eine Strafanzeige wegen Sachbeschädigung wurde gestellt und später wieder zurückgezogen. Das Museum hat 29 Werke von Naegeli in seiner Sammlung.
Die Stadt Zürich selbst schließlich entschied sich im weiteren Verlauf des Jahres, Naegeli nicht nur mit ihrem Kunstpreis auszuzeichnen, sondern die sieben verbliebenen Werke des Zürcher Totentanz-Zyklus zu erhalten. Das prominenteste davon auf dem Sockel des Waldmanndenkmals war zum Zeitpunkt der städtischen Entscheidung allerdings schon von einer oder mehreren „unbekannten Privatpersonen“ beseitigt worden.